# Vilma-ház
A Vilma-ház Somogyszob községben a Luther utca 24. címen található tájház. Nevét az utolsó lakója Puskás Vilma után kapta. A ház fenntartását a Vilma-Háza Alapítvány végzi.

## Története
Somogyszob első tégla parasztháza, amelyet 1839-ben épített a jómódú Puskás család. Az eredetileg zsúpfedeles háromosztatú ház két darab földes padozatú szobával és egy füstöskonyhával rendelkezett. A konyhában egy 6 kenyeres kemence található. Az 1960-as években kiemelten foglalkoztak vele a néprajzkutatók, ekkor készítették el az akkor még teljes porta felmérését. Dr. Kerecsényi Edit már 1967-ben megfogalmazta dolgozatában a Vilma-ház, a gazdasági épületek, a méhes, a pince, a kútház védelmének, megmentésének igényét. A ház elrendezésén semmit nem változtattak, csak az 1960-as években cserélték le zsúpfedelet cserépre. A ház udvarának építményei az idő során megsemmisültek, csupán a méhest költöztették át a Szennai Skanzen somogyszobi portájára. A ház utolsó lakója, Puskás Vilma halálát követően, 1982-ben országos műemléki védettséget kapott és községi tulajdonba került. 2001-ben a Kulturális Örökségvédelmi Hivatal műemlék-helyreállítási programja keretében juttatott jelentős anyagi támogatással és a ház működtetésére létrehozott Vilma-Háza Alapítvány közreműködésével sikerült felújítani és 2003. szeptember 6-án átadni a köz javára. Az ingatlan, a rajta levő épületekkel az önkormányzat tulajdona, a gyűjtemény, berendezés és egyéb ingóságok az Alapítványé, ami ezek gondozását biztosítja. A teendők túlnyomó részét a közösség tagjai, a „vilmások” végzik ingyenmunka keretein belül.
A ház és az udvar berendezése többségében a helyi lakosok adományaiból valósult meg. A telekre a Kálvin utcából – a Hosszú portáról – telepítették át a kemencét, a zsalutechnikával épült melléképület a parókiáról került áthelyezésre, a fonott góré pedig a közeli Háromfa településről érkezett. A portára pedig egy méhes is telepítésre került. 2009-ben megtörtént a műemlékvédelmi leltározás, a helyet pedig hivatalosan is muzeális kiállítóhellyé nyilvánították. A műemlék és portája a tájház-lánc tagjaként rajta van a világörökségek várólistáján.
2014-ben az udvar hátsó részére újabb nagy melléképület épült, amely egy kemencével rendelkező konyhát és egy, többek között kézműves foglalkozásoknak helyet adó szobát, valamint egy kovácsműhelyt foglal magában. 2017-18-ban a melléképület tetőtere került beépítésre ahol később kiállítás került berendezésre. 2018-ban épült egy fészer is, ahova a mezőgazdasági eszközök kerültek elhelyezésre, majd egy újabb fedett rész került kialakításra, ahol az asztalos-kádár műhely, illetve a szőlészeti gyűjtemény kapott helyet.
2021-ben az egykori Vincze család birtokán álló 140 éves pinceházat ajándékozta az alapítványnak a jelenlegi tulajdonosa. A pinceházat az 1880-as évek körül építette fel egy somogyszobi család a segesdi szőlődombi telekre. Úgynevezett talpas házról van szó: körbe lerakott fagerendákba vannak beleerősítve a tartógerendák. A fal zsaluszerkezetes technikával, deszkákból épült, kívülről sárral vakolva és bemeszelve. A tetőpallók vastagok, az ajtók pedig masszívak, jó minőségű faanyagból készültek. A présház eredetileg zsuptetős volt, és egy pajta is állt mellette. Ezt akkor bontották le, amikor cserépre cserélték a pince tetejét. Az épületet deszkáról-deszkára bontották el és építették fel a Vilma-ház portáján.

## Események
A tájház átadását követő években, minden év szeptember első szombatján kerül megrendezésre a hagyományőrző Vilma-nap, amely egy kulturális rendezvény a településen és környékén élők számára. Az esemény számos népművészethez és hagyományőrzéshez, valamint helyi közösséghez kapcsolódó művészeket és előadókat látott vendégül az évek során. A vendégek listáját gazdagította Dévai Nagy Kamilla énekesnő, a Regélők Énekegyüttes, Kegye János pánsípművész, Czigány Tamás dudás, Szabó Sándor tárogatóművész és Hunyadkürti György színművész mellett több amatőr néptánccsoport és a nagyatádi zeneiskola művésztanárai. A rendezvény keretein belül kerülnek átadásra az adott év vilmás-díjai is – rendszerint három díjazottal –, akik az eltelt időszakban sokat tettek az Alapítvány és a tájház érdekében, akár munkájukkal, vagy egyéb hozzájárulásukkal.
A házat egy régi református család építette, ezért az állandó programok közé tartozik a Nagypénteki fehérgyász, ilyenkor a régi, már-már feledésbe merült szokás szerint a színes és mintás terítők helyett mindent a régi gyász színével, a fehérrel takartak le.
Hasonlóan hagyományőrző módon kerül megrendezésre a portán a Húsvéti rét program, amelyről Dr. Jankovits Tihamér volt somogyszobi plébános így írt: „Húsvéti rét, húsvét napján és másnap délután az ifjúság kimegy az uradalmi rétre labdázni. Ott van az egész község, az idősebbek, mint nézők, a fiatalság, mint résztvevők. Csak itt láttam ezt a szokást. Mindenki vitt magával kínálnivalót, perecet, patkót, kuglófot, bort, pálinkát. Sokan almát vittek húsvéti ajándékba a keresztgyereküknek és itt adták át. A fiatalok locsoltak, csak vízzel, tojásokat dobáltak, körtáncot, körjátékot játszottak, utolsó pár előre fuss-t, ne nézz hátra jön a farkast. Ilyenkor lehetett ismerkedni is. Az idősebbek beszélgettek, kínálgatták egymást.” A hivatkozott uradalmi rét már beépítésre került, ezért a hagyomány felélesztése során az első két alkalommal más helyszínen, majd végül a Vilma-ház udvarán került megrendezésre az összejövetel.
A hagyományok közé bekerült a kenyérünnep is, melynek során minden év augusztus 20-án az asszonyok kenyeret sütnek a kemencében, majd a délutáni istentiszteletet követően 17 órakor a Vilma-háznál a kenyéráldás után megvendégelik a jelenlévőket a friss zsíros kenyérrel (házi kenyér, házi zsír). 2021-ben a Ház a kenyér sütésével járult hozzá a Magyarok kenyere rendezvényhez, ahol a helyi közösség több mint huszonhárom zsák, vagyis tizenegy és fél mázsa búzát ajánlott fel a gyűjtéshez.

## Érdekességek
- A ház utolsó lakóját, Puskás Vilmát – aki a ház és az alapítvány névadója –, akkoriban „Jószámoló Vilma” néven emlegették, mert rendkívül jó volt a fejszámolásban. Elbeszélések alapján, mikor megnyitották az átjárót a portája mellett, az arra járóknak odakiáltotta, mondd meg, mikor születtél, megmondom, hány napos vagy. „Nagy volt az öröme, ha órát és percet is megadták a születési dátumhoz, akkor azt mondta meg, hány perces, vagy órás az illető.”[10]

## Elismerések
- 2019-ben elnyerte a Somogyország Kincse kitüntető címet.[11]
- 2022-ben az „Év Tájháza” kitüntetésben részesült a ház.[12][13]